# Casal de Loivos
Casal de Loivos ist ein Ort und eine ehemalige Gemeinde (Freguesia) im portugiesischen Kreis Alijó. In der Gemeinde lebten 181 Einwohner (Stand 30. Juni 2011).
Am 29. September 2013 wurden die Gemeinden Casal de Loivos, Vilarinho de Cotas und Vale de Mendiz zur neuen Gemeinde União das Freguesias de Vale de Mendiz, Casal de Loivos e Vilarinho de Cotas zusammengefasst.